# Februari 1934
| Deze maand                                                                               |
| ---------------------------------------------------------------------------------------- |
| - Royalistische rellen in Parijs - Oostenrijkse Burgeroorlog - Koning Albert I overlijdt |

De volgende gebeurtenissen speelden zich af in februari 1934. Sommige gebeurtenissen kunnen één of meer dagen te laat zijn vermeld doordat ze op de datum staan aangegeven waarop ze bekend zijn geworden in plaats van de datum waarop ze werkelijk hebben plaatsgevonden.
- 1: Roosevelt stelt de goudwaarde van de dollar op 59,06% van de oude waarde. De officiële goudaankoopprijs wordt vastgesteld op $35 per ounce.
- 1: Italië en het Verenigd Koninkrijk doen beide voorstellen voor de Ontwapeningsconferentie. Deze houden belangrijke concessies aan Duitsland in, in de hoop dat het land zo bij de conferentie terugkeert.
- 1: Er worden schoten gelost op het ontvangstvertrek van kardinaal Faulhaber van München, maar niemand raakt gewond.
- 4: Griekenland, Turkije, Roemenië en Joegoslavië sluiten het Balkanpact:
  - Looptijd 10 jaar
  - De staten zullen elkaar niet aanvallen
  - De staten zullen elkaar steun verlenen bij een aanval door derden
  - Bulgarije heeft te allen tijde de mogelijkheid tot het pact toe te treden
- 5: Onder leiding van Otto Strasser wordt in Praag het "Actiecomité der Duitse Revolutie" met het weekblad Die Deutsche Revolution opgericht.
- 6: Het Huis van Afgevaardigden neemt een wet aan die voorziet in de bouw van 120 oorlogsschepen, wat de Verenigde Staten brengt tot haar toegestane maximum volgens de geldende verdragen.
- 6: In het Franse parlement zorgen zowel communisten als rechtse partijen voor rumoer, maar de regering-Daladier blijft aan dankzij steun van de socialisten.
- 6: Fascistische, royalistische en nationalistische betogers in Parijs proberen het parlementsgebouw en het ministerie van Marine te bestormen, maar worden door een grote politiemacht tegengehouden. Bij rellen tussen demonstranten en politie vallen 15 doden en 2000 gewonden. Charles Maurras, hoofdredacteur van de royalistische Action Française wordt aangehouden op verdenking van aanzetten tot moord.
- 6: De Britse minister van Buitenlandse Zaken John Simon bespreekt de ontwapeningssituatie:
  - Een akkoord tussen Duitsland en Frankrijk is essentieel; dit is multilateraal echter wellicht gemakkelijker te bereiken dan bilateraal
  - De Duitse wens van bewapeningsgelijkheid dient te worden geaccepteerd, maar mag niet zonder algemene ontwapening geschieden
- 7: Binnen de sociaaldemocratische partij in Spanje komt het tot een ernstig conflict tussen radicalen en gematigden.
- 7: Hongarije en de Sovjet-Unie herstellen de diplomatieke betrekkingen.
- 7: Oostenrijk wenst de Volkenbond te betrekken in zijn conflict met Duitsland.
- 7: Het kabinet-Daladier treedt af. Gaston Doumergue wordt opgedragen een nieuwe regering te vormen.
- 7: De Franse troonpretendent Jean de Guise roept op tot herstel van de monarchie.
- 7: Der Mytos des zwanzigsten Jahrhunderts van Alfred Rosenberg en Die deutsche Nationalkirche van Ernst Bergmann worden op de Index geplaatst.
- 8: De senaat van Danzig stelt de gemeenteraad van Danzig buiten werking, en hevelt zijn verantwoordelijkheden over naar de nationaalsocialist Hans Eggert.
- 8: De Nederlandse regering dient een wetsontwerp in om vennootschapsbelasting te gaan heffen.
- 8: Het staatsburgerschap van de Duitse 'landen' vervalt. Slechts het Duitse (rijks-)staatsburgerschap blijft bestaan.
- 8: In Nederland wordt voor een periode van 5 jaar een 'crisis-inkomstenbelasting' geheven over die inkomens die in de crisis niet of met minder dan 10% zijn gedaald.
- 9: Het kabinet-Doumergue in Frankrijk treedt aan.
- 9: Het Balkanpact wordt getekend.
- 12: In Frankrijk wordt een algemene eendaagse staking gehouden. Communisten en socialisten vinden elkaar in wat later het antifascistische 'Front populaire' zal heten.
- 12: De Oostenrijkse sociaaldemocratische partij wordt verboden. De Weense gemeenteraad en de Weense Landdag worden ontbonden. Burgemeester Karl Seitz van Wenen wordt gearresteerd.
- 13: De oppositionele kerkelijke organisaties in Duitsland worden tot opheffing gedwongen.
- 14: Gewapende conflicten tussen regeringstroepen en socialisten in Oostenrijk krijgen het karakter van een burgeroorlog, zie: Oostenrijkse Burgeroorlog.
- 15: De Russische geheime politie, de OGPU, zal worden ontbonden en binnen de militaire macht worden ondergebracht.
- 16: Het Tsjechische kabinet-Malypetr treedt af na een conflict over de valutapolitiek. Malypetr is ook aangewezen om een nieuwe regering te vormen.
- 16: Rond Wenen is het weer rustig. De socialistische leiders Julius Deutsch en Otto Bauer vluchten naar Tsjecho-Slowakije.
- 16: Dimitrov, Popov en Tanev krijgen het Russische staatsburgerschap.
- 17: Koning Albert I van België komt om tijdens een beklimming van een rots te Marche-les-Dames in de Provincie Namen, Ardennen.
- 18: De burgeroorlog in Oostenrijk wordt beëindigd. Het officiële aantal slachtoffers luidt 238 doden en 658 gewonden.
- 18: Frankrijk, Italië en het Verenigd Koninkrijk verklaren dat de Oostenrijkse onafhankelijkheid gewaarborgd moet blijven.
- 18: De Duitse Rijksraad, waarin de landen bij het rijk waren vertegenwoordigd, wordt afgeschaft.
- 18: In zijn Vastenpreek valt kardinaal Faulhaber van München de Duitse leiders aan.
- 19: Theodor Habicht, leider van de nationaalsocialisten in Oostenrijk, kondigt een wapenstilstand van 8 dagen af, in welke tijd de regering moet aangeven of en hoe zij met de nationaalsocialisten wil samenwerken.
- 19: Het Verenigd Koninkrijk en de Sovjet-Unie sluiten een handelsverdrag.
- 20: Het rapport van de commissie-Idenburg, dat bezuinigingsmogelijkheden in het Nederlandse leger onderzoekt, komt uit.
- 20: Het goudgehalte van de Tsjechische kroon wordt verlaagd van 44,58% naar 37,15%.
- 21: Martin Niemöller, leider van de oppositionele geestelijken in de Duitse Evangelische Kerk, wordt uit het ambt gezet.
- 21: Estland en Letland breiden hun vriendschapsverdrag uit.
- 21: Het mandaat van burgemeesters en gouverneurs in Oostenrijk die gekozen zijn met hulp van socialistische stemmen, worden ongeldig verklaard.
- 21: De Nicaraguaanse opstandelingenleider Augusto César Sandino wordt gedood.
- 22: Koning Albert I wordt begraven.
- 23: De sultan van Dompoe wordt ontslagen.
- 23: Japan stemt in met de teruggave van Shanhaiguan aan China.
- 23: Koning Leopold III van België wordt beëdigd.
- 24: Het niet-aanvalsverdrag tussen Duitsland en Polen wordt geratificeerd.
- 26: De leiders van de Pendidikan Nasional Indonesia, onder wie Mohammed Hatta, worden gearresteerd en er wordt huiszoeking bij hen verricht.
- 26: In de textielfabrieken in Verviers breekt een grote staking uit.
- 27: Dimitrov, Popov en Tanev worden uit Duitsland uitgezet en vertrekken naar de Sovjet-Unie.
- 28: Anton Mussert wordt per 1 mei ontslagen als hoofdinspecteur van de provinciale waterstaat in Zuid-Holland, omdat het lidmaatschap van de NSB aan ambtenaren niet is toegestaan.

<< · januari · februari · maart · april · mei · juni · juli · augustus · september · oktober · november · december · >>